# Amaranthus cruentus
Amaranthus cruentus es una especie herbácea perteneciente a la familia Amaranthaceae. Se encuentra en Norteamérica y Sudamérica. Es una de las tres especies de amaranto cultivadas como fuente de grano, los otros dos son A. hypochondriacus y A. caudatus. Tiene varios nombres comunes, los más comunes son huauhtli y alegría. 

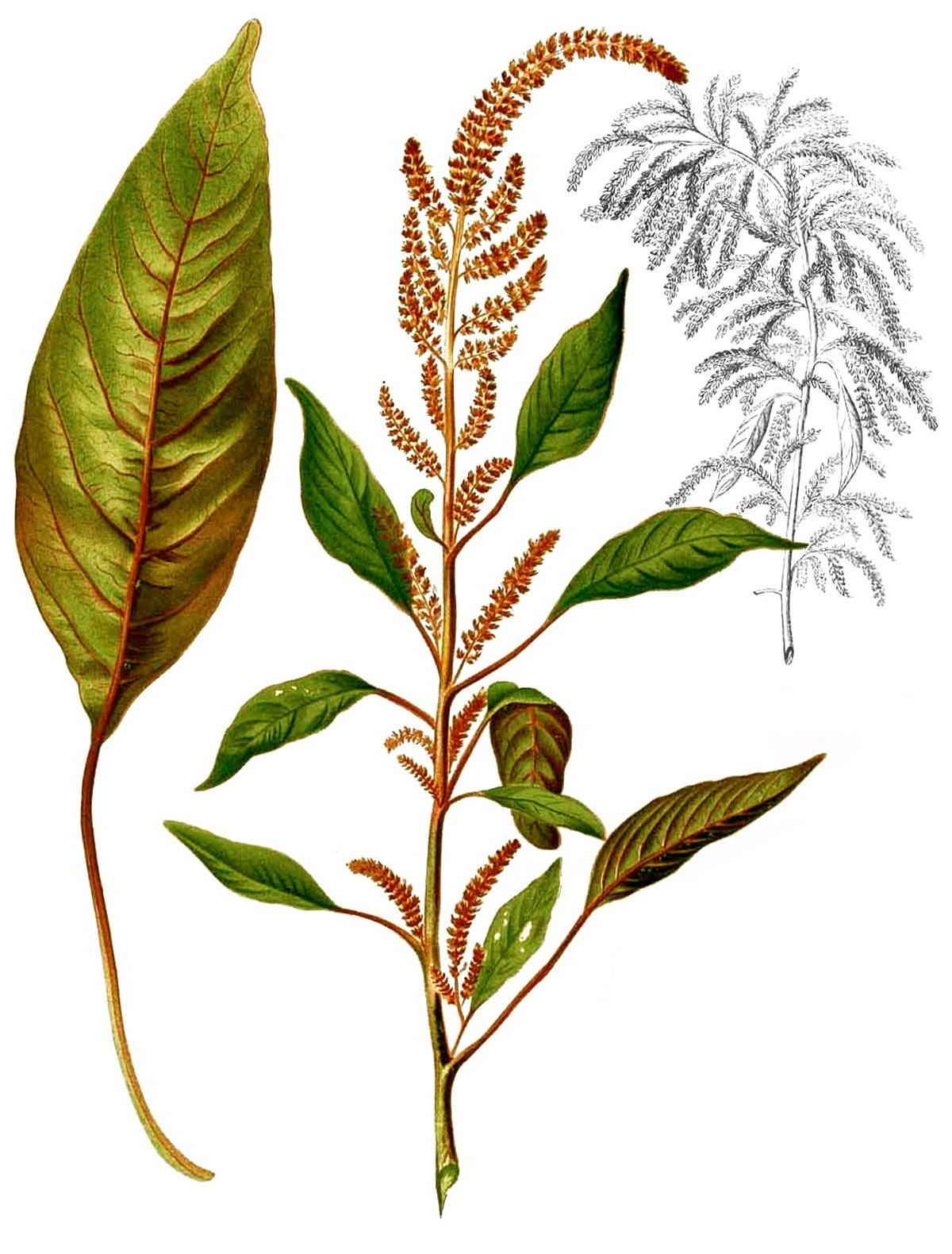
Ilustración

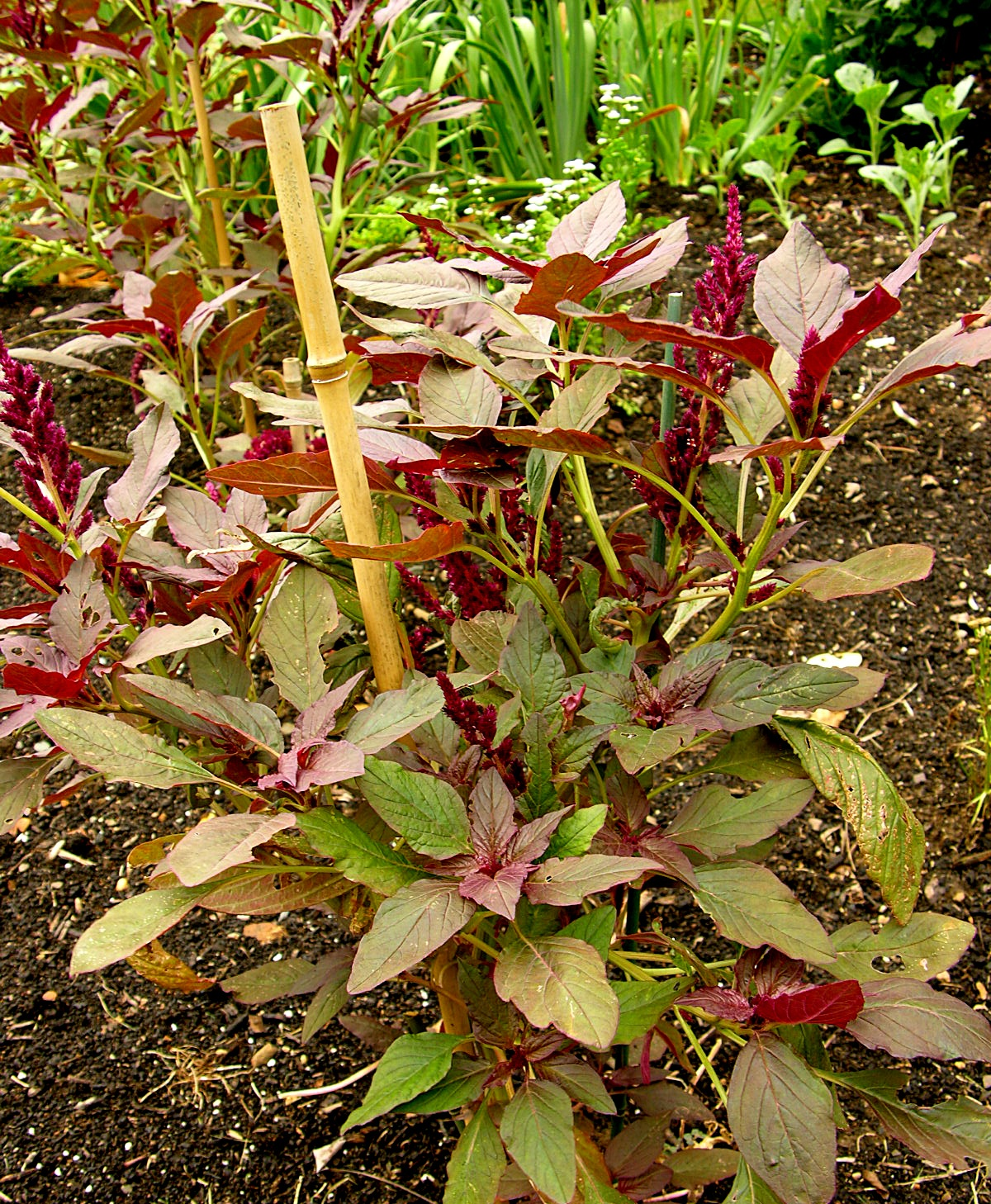
Follaje de Amaranthus cruentus 'Oeschberg'

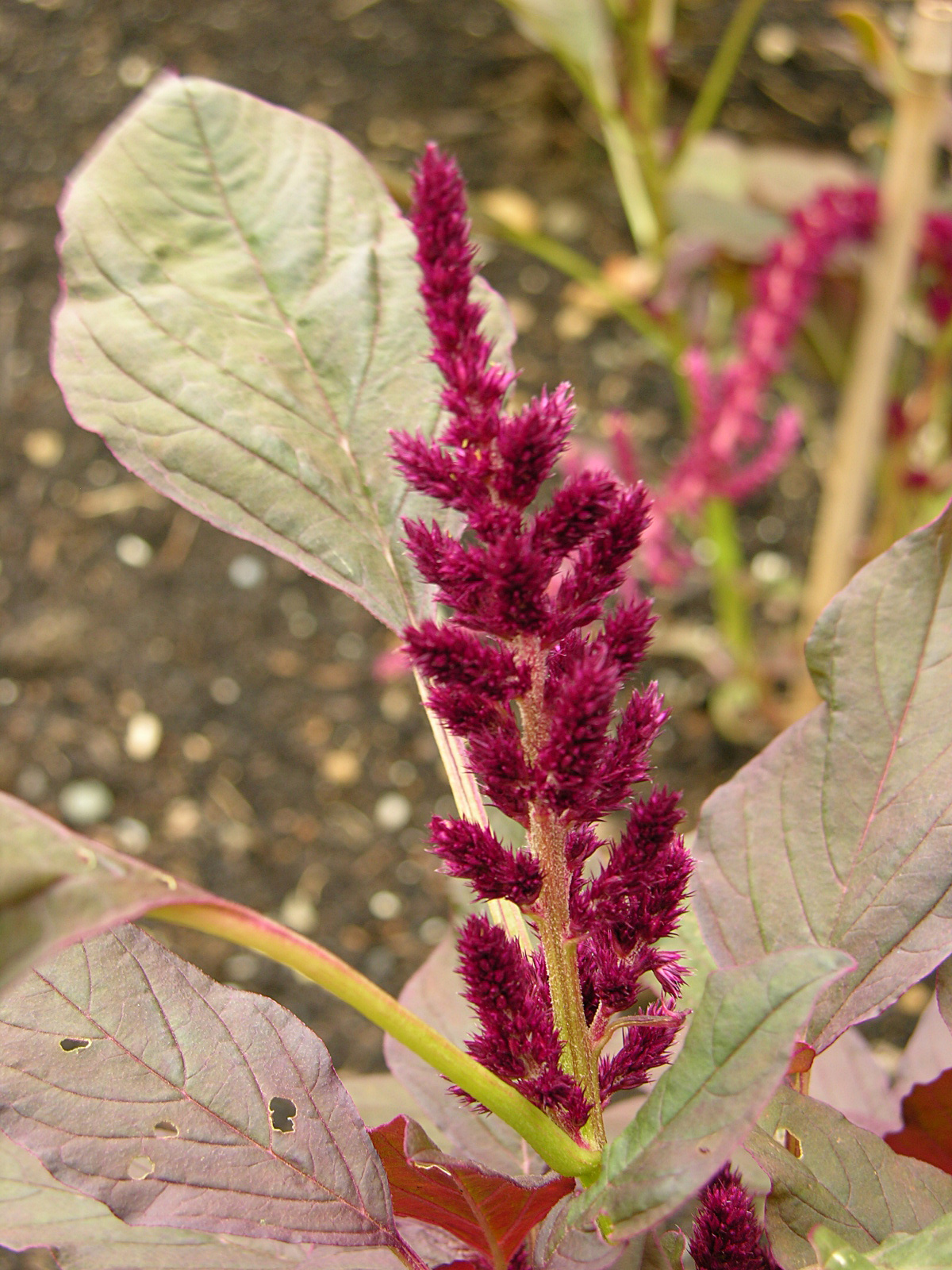
Cabezas florales de Amaranthus cruentus 'Oeschberg'

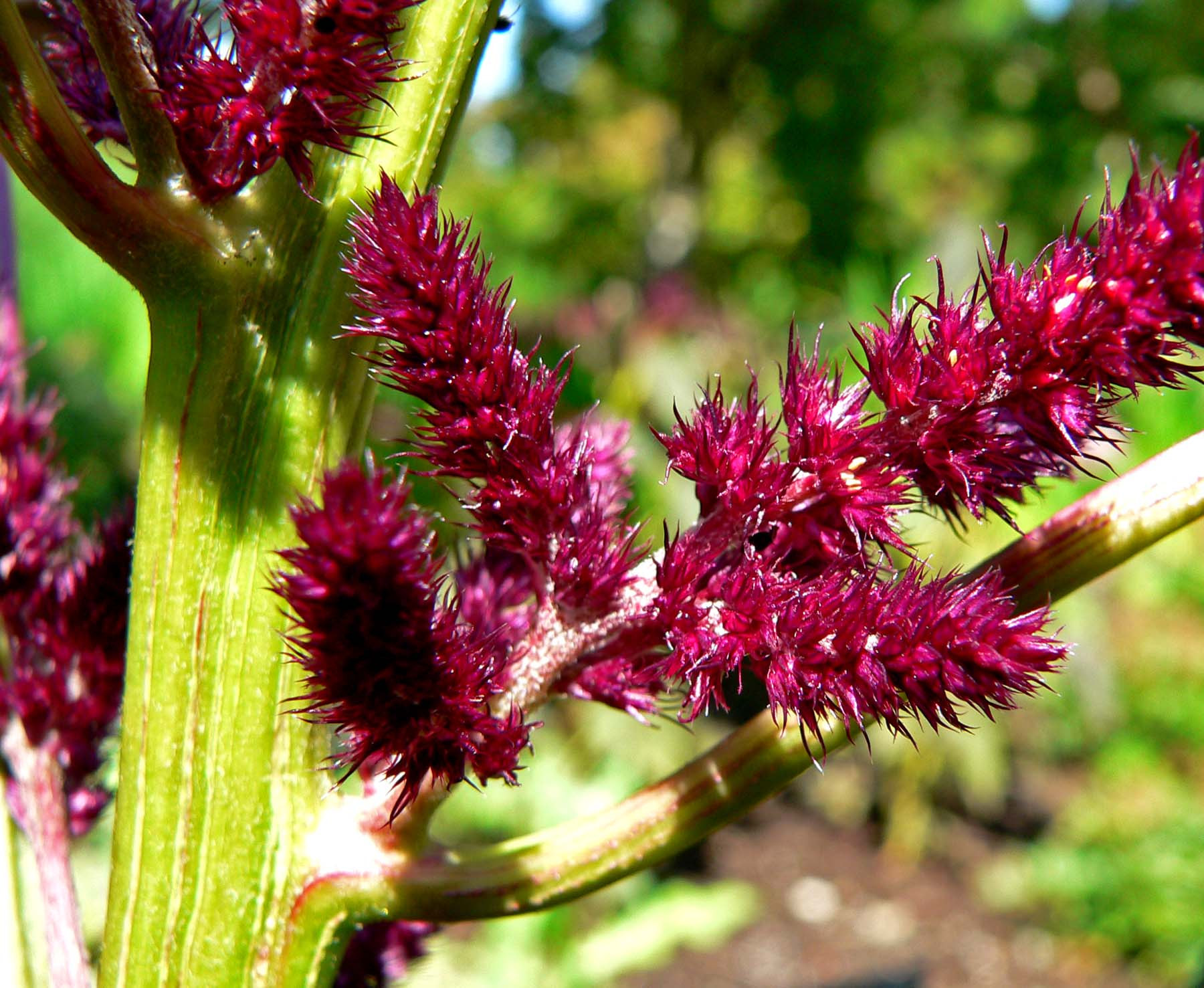
Enfoque a flores de Amaranthus cruentus 'Foxtail'

## Descripción
Amaranthus cruentus es una hierba anual coronada con racimos de flores de color rosa oscuro. La planta puede crecer hasta los 2 m de altura, y florece desde verano a otoño. Se cree que procedía de Amaranthus hybridus, con el que comparte muchas características morfológicas. Esta especie se encontraba en uso como una fuente de alimentos en América Central desde antes del 4000 a. C. La planta es generalmente de color verde,  pero una variante de color púrpura  fue utilizada en los rituales incas.Este cultivo es fuente de una gran gama de nutrientes, es muy usado en la India.

## Utilización
Las semillas se comen como un grano de cereal. Son de color negro en el medio silvestre y blanco en la forma domesticada. Se trata de una fuente para harina, palomitas, cocida y en confitería llamada alegría. Las hojas pueden cocinarse como las espinacas, y las semillas pueden germinar en brotes nutritivos. Si bien A. cruentus  ya no es un alimento básico, todavía es cultivado y vendido como un alimento saludable.
Es un cultivo importante para los agricultores de subsistencia en África.

## Taxonomía
Amaranthus cruentus fue descrita por  Carlos Linneo   y publicado en Systema Naturae, Editio Decima 2: 1269. 1759.
Etimología
amaranthus: nombre genérico que procede del griego amaranthos, que significa "flor que no se marchita".
cruentus: epíteto latino que significa "ensangrentado", haciendo referencia a la coloración de las inflorescencias.
Sinonimia
| - Amaranthus anacardana Hook.f. - Amaranthus arardhanus Sweet - Amaranthus carneus Moq. - Amaranthus chlorostachys Moq. - Amaranthus esculentus Besser ex Moq. - Amaranthus farinaceus Roxb. ex Moq. - Amaranthus guadeloupensis Voss - Amaranthus guadelupensis Moq. - Amaranthus hybridus subsp. cruentus (L.) Thell. - Amaranthus hybridus var. paniculatus (L.) Uline & W.L.Bray - Amaranthus hybridus var. patulus (Bertol.) Thell. - Amaranthus hybridus subsp. patulus (Bertol.) Carretero - Amaranthus incarnatus Moq. - Amaranthus montevidensis Moq. - Amaranthus paniculatus L. - Amaranthus patulus Bertol. - Amaranthus purgans Moq. - Amaranthus rubescens Moq. - Amaranthus sanguineus L. - Amaranthus sanguinolentus Schrad. ex Moq. - Amaranthus speciosus Sims - Amaranthus spicatus Wirzén - Amaranthus strictus Willd. - Galliaria patula Bubani |